# Claude Devic
Dom Claude Devic o de Vic (1670, Sorèze, Diòcesi de Lavaur - abadia de Saint-Germain-des-Prés, París, 23 de gener de 1734) fou monjo benedictí de la Congregació de Saint-Maur, i notable historiador occità.
Prengué els hàbits de la regla de sant Benet als 17 anys el 23 d'octubre de 1687 a la Congregació de Saint-Maur a l'abadia de Notre-Dame de la Daurade de Tolosa. Fou enviat a Roma el 1701 acompanyant al procurador general de l'Ordre. Modest, recte i pietós, va fer molts amics a Itàlia entre els quals el papa Climent XI i la reina de Polònia Maria Casimira Lluïsa de La Grange d'Arquien. A Roma va afavorir els estudis dels religiosos de Saint-Germain-des-Prés, als quals va aportar diverses memòries i nombrosos escrits dels arxius vaticans.
De tornada a França va col·laborar amb Dom Joseph Vaissète (1685-1756) en la redacció de la Histoire générale de Languedoc de la qual el primer volum va aparèixer el 1730 a París i el segon el 1733. Estava il·lustrada per gravadors entre els quals Charles-Nicolas Cochin. Anava a tornar a Roma com a procurador general de la congregació quan va morir el 23 de gener de 1734 a l'abadia de Saint-Germain-des-Prés, als 64 anys.
Va traduir al llatí La Vie du savant père Dom Jean Mabillon que Dom Thierry Ruinart (1657-1709) havia fet imprimir el 1709 a París.